# Pieve di Agliate
La pieve di Agliate o pieve di San Pietro (in latino Plebis Agliatensis o Plebis Sancti Petri) era il nome di un'antica pieve dell'arcidiocesi di Milano e del Ducato di Milano con capoluogo Agliate, oggi frazione di Carate Brianza. 
La festa patronale viene ancora oggi celebrata il 29 giugno, giorno in cui si ricordano i santi Pietro e Paolo, patroni della basilica di Agliate.

## Storia
Le prime notizie certe che si hanno sulla storia della pieve di Agliate risalgono all'secolo VIII e testimoniano la presenza di un presbitero con residenza fissa e forse addirittura di un lettore che operasse durante le celebrazioni liturgiche.
Per la prima traccia documentaria è invece necessario attendere il luglio del 1064, data in cui la pieve viene per la prima volta citata con il suo nome, unitamente ad una prima descrizione dei possedimenti della chiesa di sancti Petri de Aliate. Nuovamente, all'aprile dell'anno successivo, viene citato il nome del primo prevosto conosciuto, Iohannes presbiter de hordine eclesie sancti Petri sita Aliate.
Col Rinascimento la pieve assunse anche una funzione amministrativa civile come ripartizione locale della Provincia del Ducato di Milano, al fine di ripartire i carichi fiscali e provvedere all'amministrazione della giustizia.
Nei secoli, con lo sviluppo della sua storia, la pieve agliatense andò aumentando sempre più la propria influenza sino al 1797 quando, a causa forse della soppressione di molti ordini religiosi e della decadenza del paese, Carate Brianza ebbe il sopravvento, riuscendo ad ottenere un collegio canonicale e l'erezione di un vicariato in loco. Nel periodo di massimo splendore, essa conservò l'influenza sulle parrocchie di Albiate, Besana in Brianza, Calò, Cazzano, Valle, Vergo Zoccorino, Villa Raverio, Briosco, Capriano, Carate Brianza, Costa Lambro, Correzzana, Robbiano, Renate, Sovico, Triuggio, Canonica Lambro, Tregasio, Veduggio con Colzano e Verano Brianza. Dal punto di vista civile, la pieve amministrativa fu soppressa proprio nel 1797 in seguito all'invasione di Napoleone e alla conseguente introduzione una nuova compartimentazione burocratica che spezzava la pieve fra due province distinte, di Como e di Lecco, che non aveva alcun fondamento storico, tanto da essere annullata solo pochi anni dopo.
La pieve di Agliate continuò ad ogni modo a persistere sino al 25 aprile 1838 quando il cardinale Karl Kajetan von Gaisruck decise di sopprimerla come entità territoriale suddividendola in tre vicariati con sede rispettivamente ad Agliate, Carate e Besana. Fu questo un raro caso in cui una pieve milanese venne soppressa prima del decreto del cardinale Colombo del 1972. Attualmente il suo ex territorio ricade sotto il decanato di Carate Brianza e comprende 22 parrocchie su un'area di 75,99 km² con una popolazione di 52.257 abitanti nel 1972. Alla pieve di Agliate, lo storico lombardo Rinaldo Beretta ha dedicato una monografia.

## Galleria d'immagini

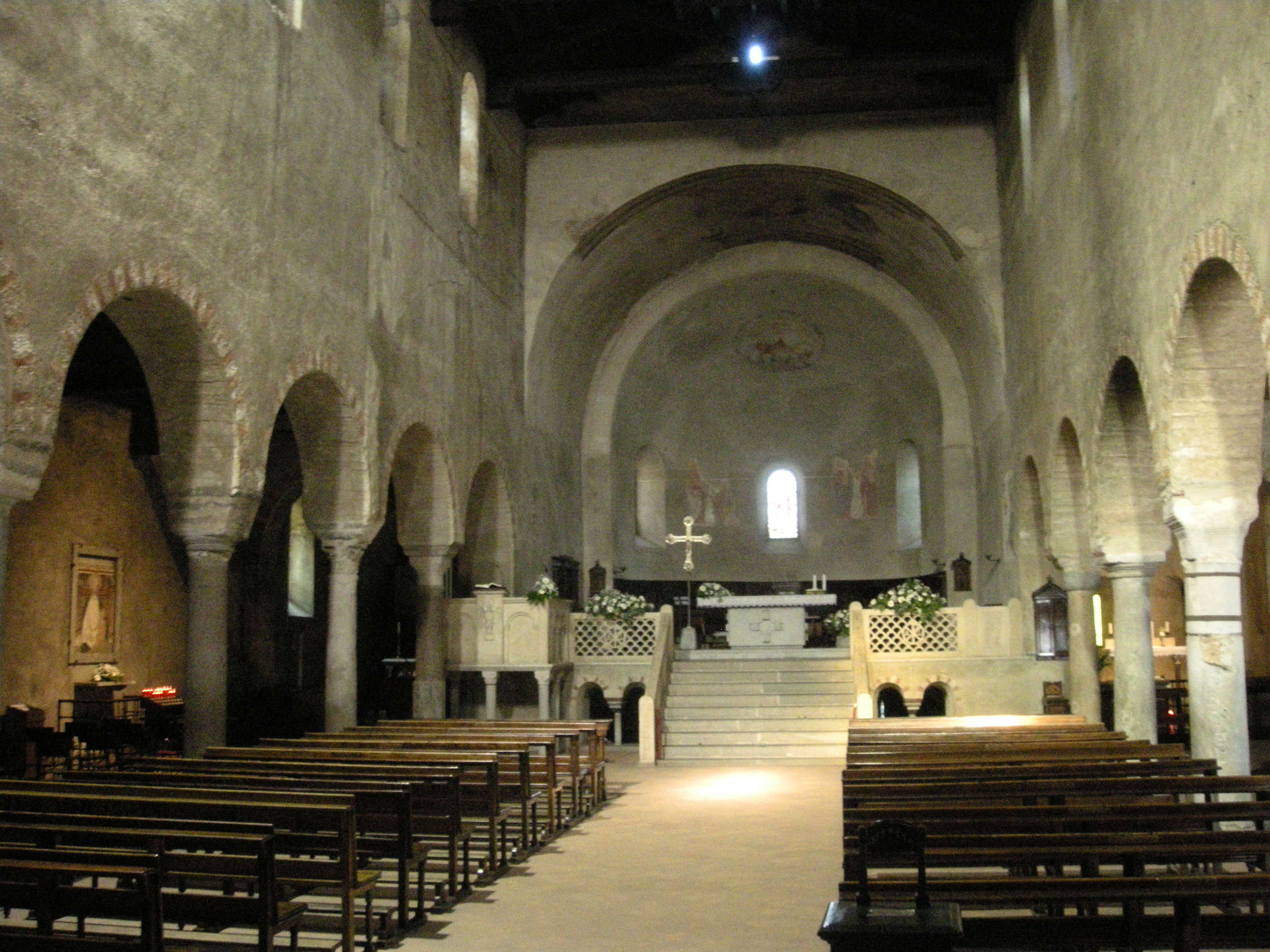
Interno della basilica dei Santi Pietro e Paolo ad Agliate
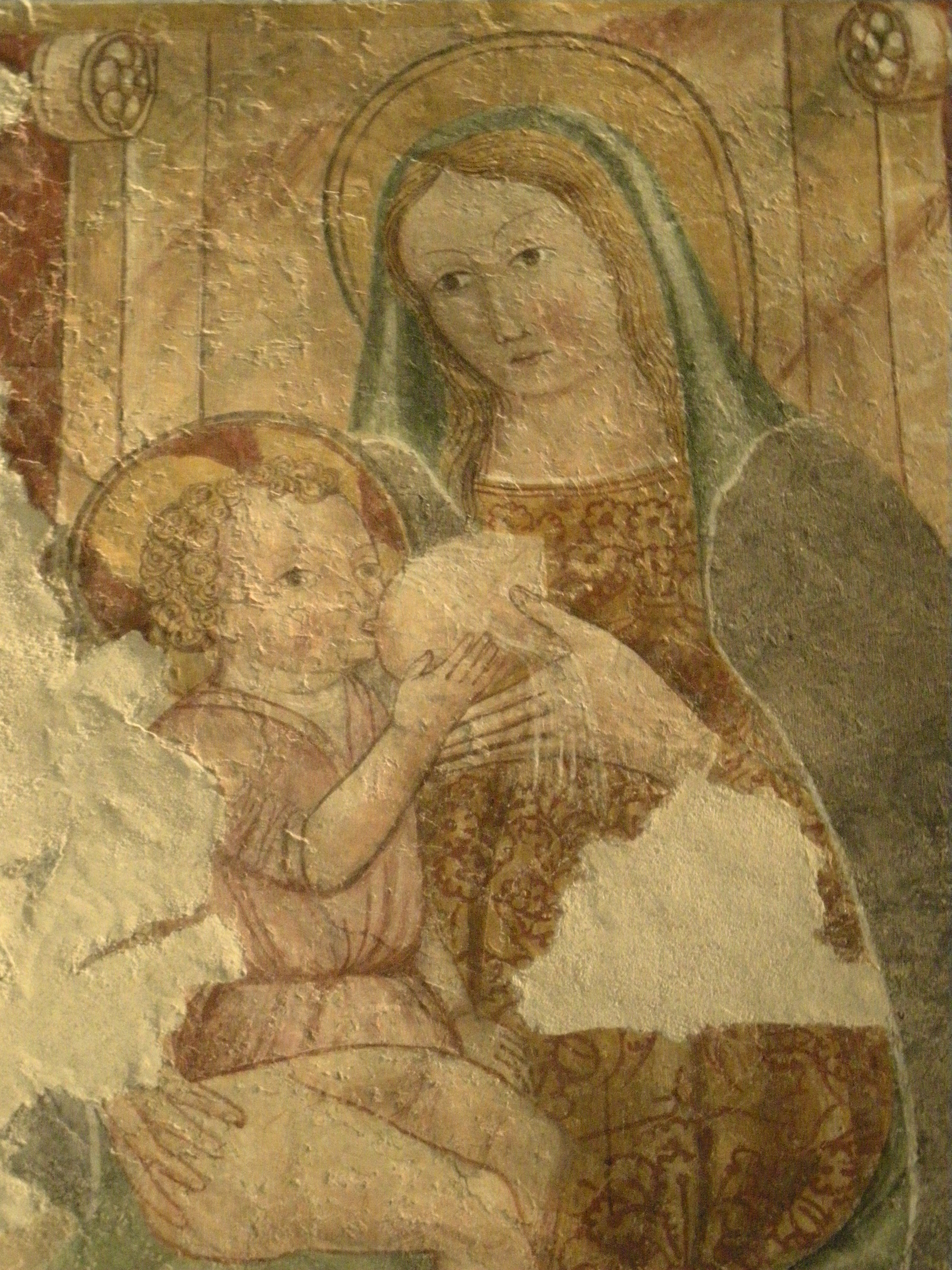
Affresco di Maria Lactans all'interno della basilica dei Santi Pietro e Paolo ad Agliate
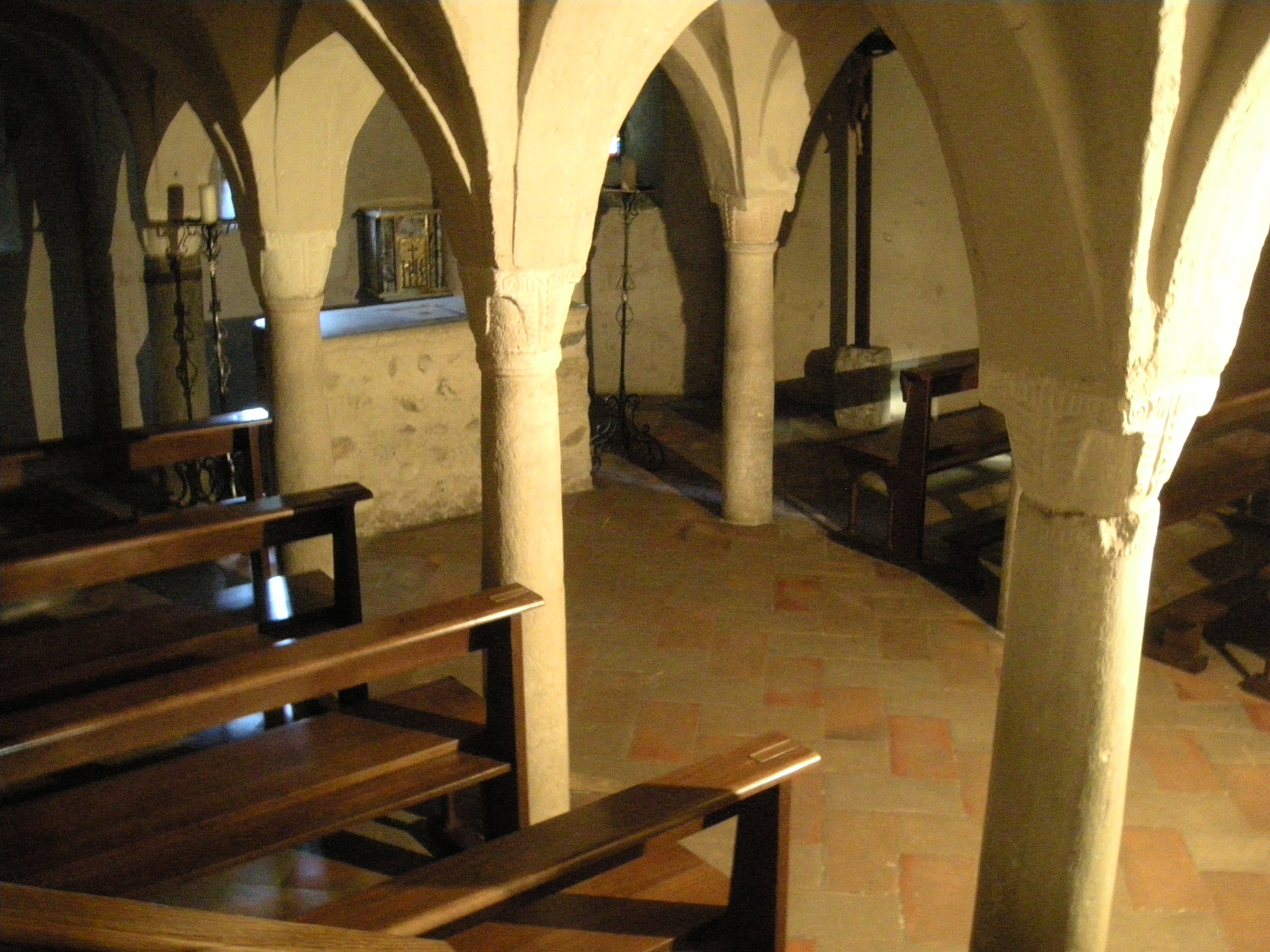
Cripta della basilica dei Santi Pietro e Paolo ad Agliate
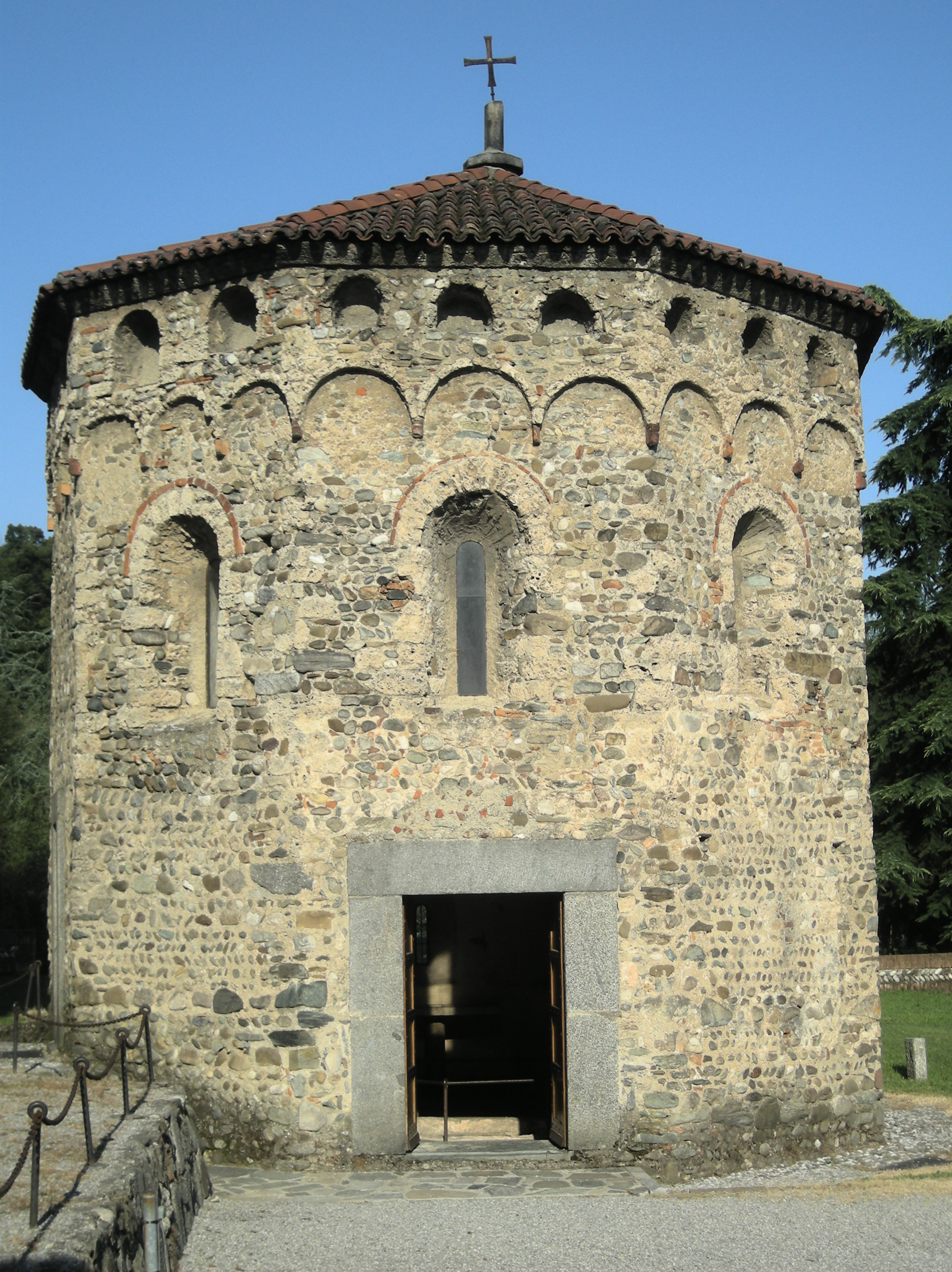
Battistero presso la basilica dei Santi Pietro e Paolo ad Agliate

## Territorio
Nella seconda metà del XVIII secolo, dopo l’aggregazione di Brugora a Monte, di Naresso a Cazzano, di Zuccone Franco, Zuccone San Giovanni e Zuccone Rubasacco a Tregasio, e delle due Besana fra loro, il territorio della pieve era così suddiviso:
| Pieve civile                                              | Pieve ecclesiastica                                                              |
| Comune di Agliate                                         | Parrocchia prepositurale di San Pietro                                           |
| Comune di Albiate                                         | Parrocchia di San Giovanni evangelista                                           |
| Comune di Besana superiore ed inferiore Comune di Cazzano | Parrocchia dei Santi Pietro e Marcellino                                         |
| Comune di Briosco                                         | Parrocchia dei Santi Ambrogio e Vittore                                          |
| Comune di Calò                                            | Parrocchia dei Santi martiri Vitale e Agricola                                   |
| Comune di Canonica del Lambro                             | Parrocchia di Santa Maria della Neve                                             |
| Comune di Capriano                                        | Parrocchia di Santo Stefano                                                      |
| Comune di Carate                                          | Parrocchia dei Santi Ambrogio e Simpliciano                                      |
| Comune di Correzzana                                      | --                                                                               |
| Comune di Costa al Lambro                                 | Parrocchia di San Martino                                                        |
| Comune di Giussano                                        | Parrocchia di Santi Filippo e Giacomo                                            |
| Comune di Monte Comune di Tregasio                        | Parrocchia di San Siro                                                           |
| Comune di Renate                                          | Parrocchia dei Santi Donato e Cristoforo                                         |
| Comune di Robbiano                                        | Parrocchia di Santi Quirico e Giulitta                                           |
| Comune di Sovico                                          | Parrocchia di Cristo Re                                                          |
| Comune di Triuggio                                        | Parrocchia di Sant'Antonino martire Parrocchia di Santa Maria Assunta in Rancate |
| Comune di Valle                                           | Parrocchia di Santa Maria Assunta                                                |
| Comune di Veduggio Comune di Colzano                      | Parrocchia di San Martino vescovo                                                |
| Comune di Verano                                          | Parrocchia di Santi Nazaro e Celso                                               |
| Comune di Vergo                                           | Parrocchia dei Santi Gervaso e Protaso                                           |
| Comune di Villa Raverio                                   | Parrocchia dei Santi Eusebio e Maccabei                                          |